# Robert the Bruce - Guerriero e re
Robert the Bruce - Guerriero e re (Robert the Bruce) è un film del 2019 diretto da Richard Gray e interpretato da Angus Macfadyen. Di fatto, è il sequel ufficiale di Braveheart - Cuore impavido del 1995, nel quale Macfadyen aveva già interpretato il ruolo di Robert Bruce.

## Trama
1313. Robert Bruce, isolato e continuamente sconfitto, stanco e disilluso decide di abbandonare la lotta per l'indipendenza della Scozia dalla corona inglese e lascia libere le sue poche truppe. Nel frattempo la corona inglese ha messo una taglia sulla sua testa. Alcuni dei suoi ex-soldati decidono di ucciderlo per intascare la ricompensa ma Robert, sia pure gravemente ferito, riesce a sfuggire all'agguato dopo aver ucciso i suoi assalitori. Vagando alla ricerca di un rifugio arriva a una fattoria isolata dove vive Morag, vedova di un fedele soldato di Robert, con il figlio undicenne Scott e i nipoti Iver e Carney, anche loro orfani. Morag è corteggiata dal cognato Brandhubh, sceriffo del vicino paese ma sostenitore della corona inglese e deciso anche lui a catturare e uccidere Robert. Morag riconosce il re ferito e lo accoglie nella sua capanna durante il freddo inverno scozzese, curandolo. Robert racconta alla donna come ormai abbia abbandonato ogni velleità di potere e desidera solo una vita di pace. Brandhubh però scopre il nascondiglio di Robert e tenta di catturarlo; la resistenza e la fedeltà di Morag e della sua famiglia e il sacrificio della giovane figlia del fabbro, innamorata di Carney, ridanno fiducia a Robert che, tornato in una delle sue fortezze, si rimette alla testa dei suoi uomini. Il film si conclude con Morag che piange sulla tomba del figlio Scott, morto bambino durante la decisiva battaglia di Bannockburn, raccontandogli che anche grazie alla sua morte la Scozia è tornata libera e Robert finalmente regna come Roberto I di Scozia.

## Distribuzione
L'anteprima di Robert the Bruce è avvenuta all'Edinburgh International Film Festival il 23 giugno 2019. È uscito nel Regno Unito il 28 giugno seguente.
Signature Entertainment ha pubblicato il trailer ufficiale per the UK il 7 giugno 2019.